# Bourg-Fidèle
Bourg-Fidèle est une commune française située dans le département des Ardennes, en région Grand Est.

## Géographie

### Localisation
Dans les Ardennes à 5 km au sud de Rocroi, à 25 km au nord de Charleville et à 38 km  au sud de Hirson (Aisne), Bourg-Fidèle est un village de Champagne-Ardenne à proximité de la Picardie, du Nord, et frontalier de la Belgique.
Le village, situé au bord du plateau, plonge sur le lac des Vieilles Forges et le bassin de Saint-Nicolas. Il peut être fort enneigé l'hiver mais ensoleillé l'été du fait de son altitude de 370 m.

### Hydrographie
La commune est dans le bassin versant de la Meuse au sein du bassin Rhin-Meuse. Elle est drainée par le ruisseau de Fau, le ruisseau des Moulins, la Conduite de Whitaker, le ruisseau le Galop et le ruisseau la Gravelle,.
Le ruisseau de Fau, d'une longueur de 19 km, prend sa source dans la commune des Mazures et se jette  dans la Meuse à Revin, après avoir traversé six communes.

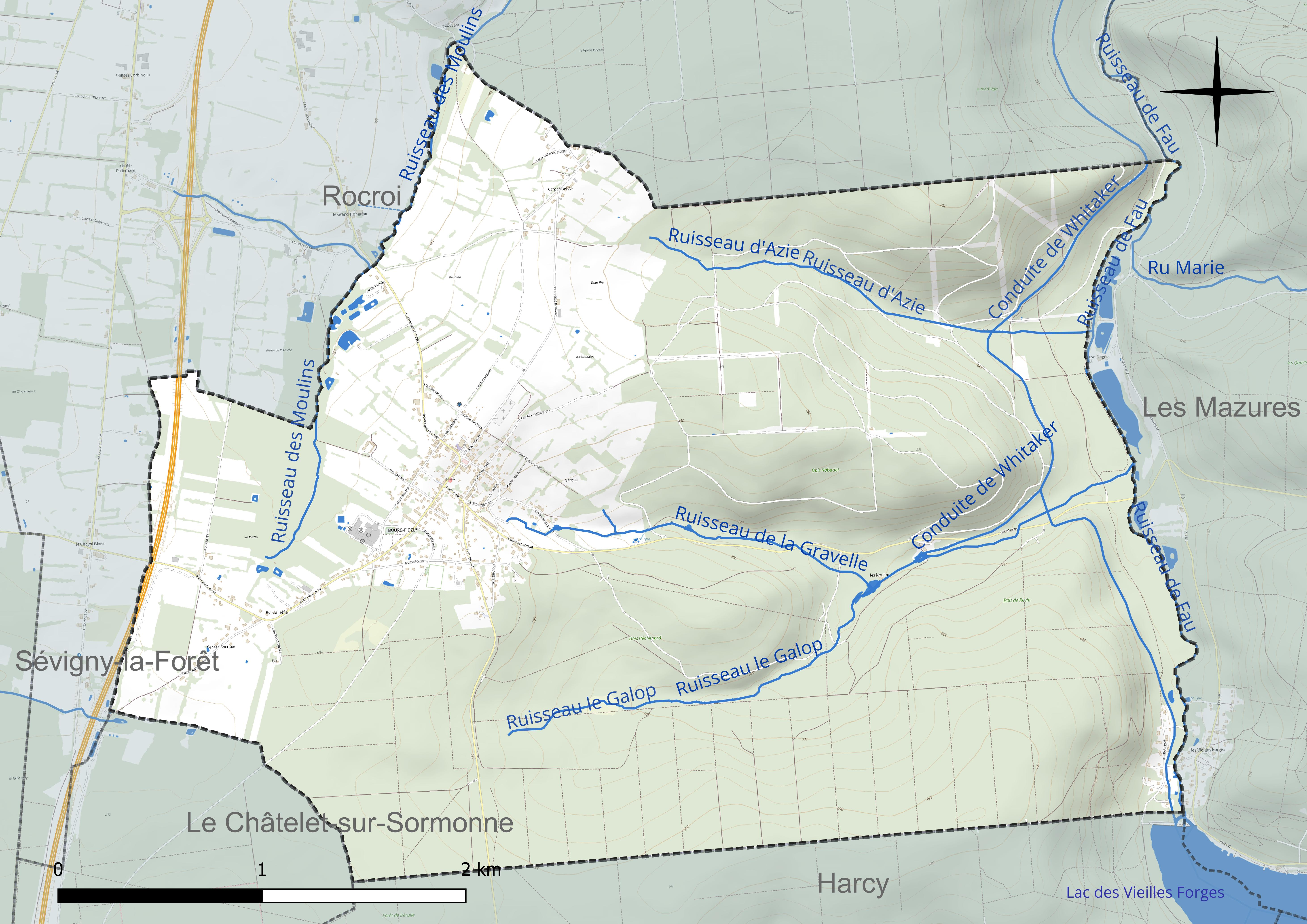
Réseau hydrographique de Bourg-Fidèle.

### Climat
Pour des articles plus généraux, voir Climat du Grand Est et Climat des Ardennes.
En 2010, le climat de la commune est de type climat de montagne, selon une étude du Centre national de la recherche scientifique s'appuyant sur une série de données couvrant la période 1971-2000. En 2020, Météo-France publie une typologie des climats de la France métropolitaine dans laquelle la commune est exposée à un climat océanique altéré et est dans une zone de transition entre les régions climatiques « Nord-est du bassin Parisien » et « Lorraine, plateau de Langres, Morvan ».
Pour la période 1971-2000, la température annuelle moyenne est de 8,9 °C, avec une amplitude thermique annuelle de 15,5 °C. Le cumul annuel moyen de précipitations est de 1 168 mm, avec 15 jours de précipitations en janvier et 10,3 jours en juillet. Pour la période 1991-2020, la température moyenne annuelle observée sur la station météorologique de Météo-France la plus proche, « Rocroi », sur la commune de Rocroi à 4 km à vol d'oiseau, est de 9,5 °C et le cumul annuel moyen de précipitations est de 1 210,4 mm. 
La température maximale relevée sur cette station est de 37,6 °C, atteinte le 25 juillet 2019 ; la température minimale est de −14,7 °C, atteinte le 4 février 2012,,.
Les paramètres climatiques de la commune ont été estimés pour le milieu du siècle (2041-2070) selon différents scénarios d'émission de gaz à effet de serre à partir des nouvelles projections climatiques de référence DRIAS-2020. Ils sont consultables sur un site dédié publié par Météo-France en novembre 2022.

## Urbanisme

### Typologie
Au 1er janvier 2024, Bourg-Fidèle est catégorisée commune rurale à habitat dispersé, selon la nouvelle grille communale de densité à 7 niveaux définie par l'Insee en 2022.
Elle est située hors unité urbaine. Par ailleurs la commune fait partie de l'aire d'attraction de Charleville-Mézières, dont elle est une commune de la couronne,. Cette aire, qui regroupe 132 communes, est catégorisée dans les aires de 50 000 à moins de 200 000 habitants,.

### Occupation des sols
L'occupation des sols de la commune, telle qu'elle ressort de la base de données européenne d’occupation biophysique des sols Corine Land Cover (CLC), est marquée par l'importance des forêts et milieux semi-naturels (72,4 % en 2018), une proportion sensiblement équivalente à celle de 1990 (72,6 %). La répartition détaillée en 2018 est la suivante : 
forêts (59,4 %), prairies (22,4 %), milieux à végétation arbustive et/ou herbacée (13 %), zones urbanisées (4,9 %), eaux continentales (0,3 %). L'évolution de l’occupation des sols de la commune et de ses infrastructures peut être observée sur les différentes représentations cartographiques du territoire : la carte de Cassini (XVIIIe siècle), la carte d'état-major (1820-1866) et les cartes ou photos aériennes de l'IGN pour la période actuelle (1950 à aujourd'hui).

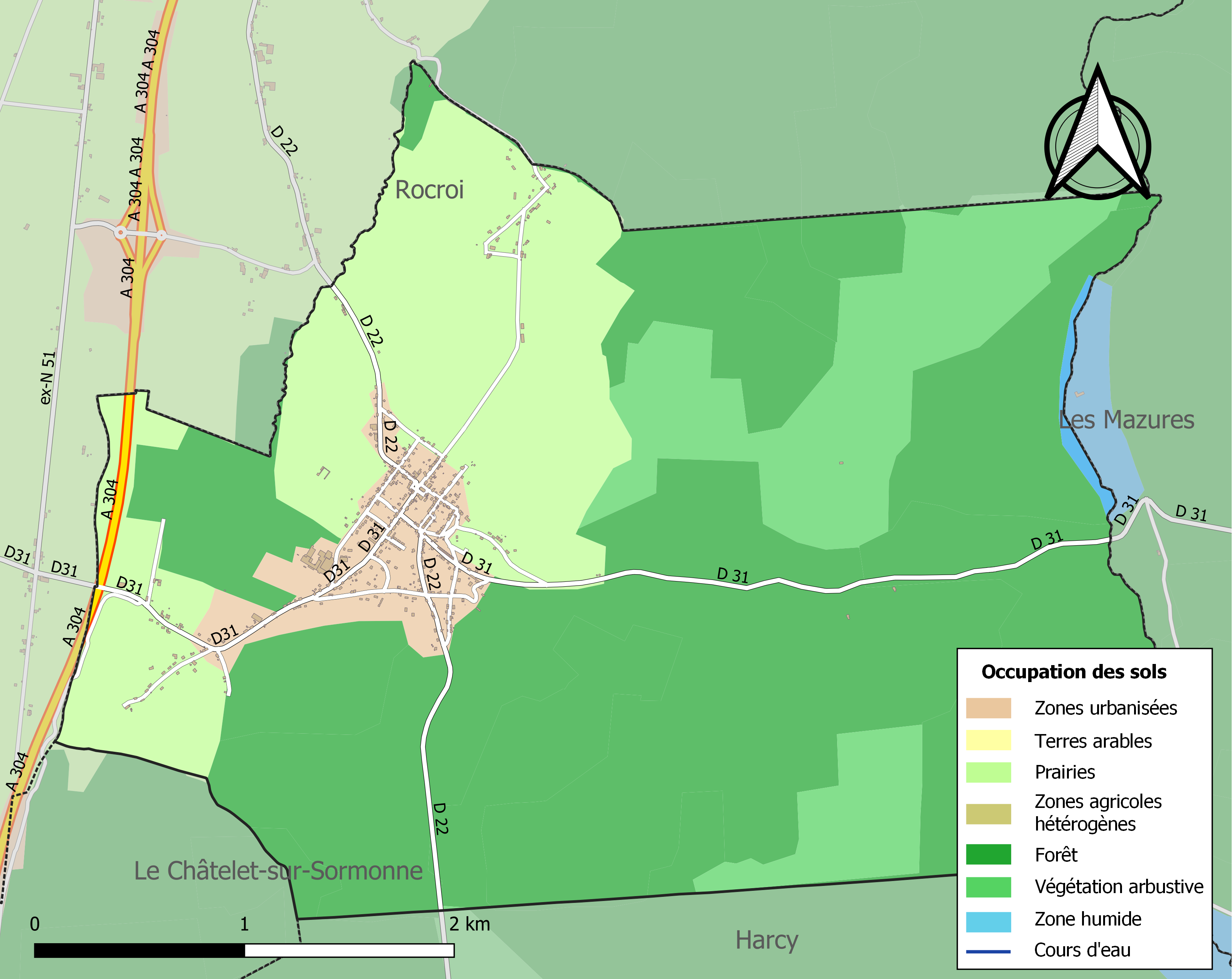
Carte des infrastructures et de l'occupation des sols de la commune en 2018 (CLC).

## Toponymie
Un bourg est une localité de taille intermédiaire entre le village et la ville.
De l'oïl bourg et de adjectif fidèle. C'est une ville huguenote construite par Antoine de Croy au XVIe siècle, d'où son nom (fidèle à sa religion), à son suzerain.

## Histoire
Bourg-Fidèle a été au début du XXe siècle un important site de fonderies et d'émailleries, qui ont durablement pollué les sols de la commune.[réf. nécessaire] Il faut cependant noter que des pathologies qui affectent depuis plusieurs décennies la population du village et de ses environs sont principalement dues aux particules (de tous calibres) de métaux lourds, COV, dioxines, HAP, etc. qui proviennent d'émissions atmosphériques des poussières de sources industrielles récentes.
Bourg-Fidèle fut le lieu de tournage du film Les Patates en 1969 de Claude Autant-Lara.

## Politique et administration

### Rattachements administratifs et électoraux
La commune fait historiquement partie du canton de Rocroi. Dans le cadre du redécoupage cantonal de 2014 en France, celui-ci s'est étendu et compte désormais 33 communes.

### Intercommunalité
La commune était membre de la communauté de communes Portes de France. À la suite de la fusion de celle-ci avec une autre intercommunalité le 1er janvier 2014, la commune est désormais membre de la  communauté de communes Vallées et Plateau d'Ardenne.

### Liste des maires
| Période                                  | Période                   | Identité                                  | Étiquette | Qualité                                                                           |
| ---------------------------------------- | ------------------------- | ----------------------------------------- | --------- | --------------------------------------------------------------------------------- |
| Les données manquantes sont à compléter. |                           |                                           |           |                                                                                   |
| avant 1876                               | après 1877                | M. Lefort                                 |           |                                                                                   |
| 1912                                     | 1919                      | Victor Alfred Pernelet                    | Soc       | Ouvrier métallurgiste puis gérant de société coopérative Syndicaliste             |
| 1919                                     | 1923                      | Vital Jannesson                           | SFIO      | Ouvrier mouleur puis comptable                                                    |
| 1925                                     | 1945                      | Louis Sommé                               | SFIO      | Ouvrier mouleur puis directeur d'usine Conseiller général de Rocroi (1935 → 1940) |
| 1947                                     | 1965                      | Alfred Bauchot                            | SFIO      | Ouvrier mouleur                                                                   |
| 1981                                     | 2001                      | Bernard Hulot                             | SE        | Médecin                                                                           |
| 2001                                     | 2008                      | Jean-Luc Olvec                            |           | Agriculteur                                                                       |
| mars 2008                                | En cours (au 28 mai 2020) | Éric Andry Réélu pour le mandat 2020-2026 |           | Ancien employé                                                                    |

### Politique environnementale
Bourg-Fidèle a adhéré à la charte du parc naturel régional des Ardennes, à sa création en décembre 2011.

## Démographie
L'évolution du nombre d'habitants est connue à travers les recensements de la population effectués dans la commune depuis 1793. Pour les communes de moins de 10 000 habitants, une enquête de recensement portant sur toute la population est réalisée tous les cinq ans, les populations de référence des années intermédiaires étant quant à elles estimées par interpolation ou extrapolation. Pour la commune, le premier recensement exhaustif entrant dans le cadre du nouveau dispositif a été réalisé en 2006.

En 2022, la commune comptait 829 habitants, en évolution de −4,27 % par rapport à 2016 (Ardennes : −2,97 %, France hors Mayotte : +2,11 %).
| 1793 | 1800 | 1806 | 1821 | 1831 | 1836 | 1841 | 1846  | 1851  |
| ---- | ---- | ---- | ---- | ---- | ---- | ---- | ----- | ----- |
| 530  | 536  | 610  | 758  | 885  | 988  | 978  | 1 040 | 1 018 |

| 1866 | 1872 | 1876 | 1881  | 1886  | 1891  | 1896  | 1901  | 1906  |
| ---- | ---- | ---- | ----- | ----- | ----- | ----- | ----- | ----- |
| 900  | 916  | 930  | 1 038 | 1 085 | 1 078 | 1 133 | 1 104 | 1 131 |

| 1911  | 1921 | 1926  | 1931 | 1936 | 1946 | 1954 | 1962 | 1968 |
| ----- | ---- | ----- | ---- | ---- | ---- | ---- | ---- | ---- |
| 1 132 | 846  | 1 004 | 995  | 931  | 675  | 812  | 794  | 778  |

| 1975 | 1982 | 1990 | 1999 | 2006 | 2011 | 2016 | 2021 | 2022 |
| ---- | ---- | ---- | ---- | ---- | ---- | ---- | ---- | ---- |
| 663  | 700  | 732  | 771  | 819  | 860  | 866  | 837  | 829  |

## Industrie et pollution
Bourg-Fidèle a été au début du XXe siècle un important site de fonderies et d'émailleries, qui ont durablement pollué les sols de la commune. Selon le témoignage épistolaire d'un ancien habitant (lettre d'octobre 2000 adressée au maire), le sous-sol des rues du centre du village est stabilisé par des sables de fonderie. Bourg-Fidèle est aujourd'hui le site d'implantation d'une usine de recyclage du plomb, appartenant à l'entreprise Métal Blanc. Accusée d'avoir gravement pollué le site et intoxiqué les habitants, l'entreprise a été condamnée le 25 avril 2005 par le tribunal correctionnel de Charleville-Mézières à 100 000 euros d'amende et 577 000 euros de dommages-intérêts pour pollution de l'environnement.
La cour d'appel de Reims a, en novembre 2006, confirmé l'amende, mais a débouté les plaignants. Cela confirme que l'entreprise n'a pas respecté la loi mais sans pour autant avoir mis en danger la vie des habitants du village,.
En septembre 2010, la Cour de Cassation condamne définitivement la société Métal Blanc pour pollution au plomb et mise en danger de la vie d'autrui.

## Culture locale et patrimoine

### Lieux et monuments
- Église Saint-Martin, datant du XIXe siècle, reconstruite en 1904.
- Salle Antoine de Croy.
- Lac des Vieilles Forges.
- La commune est traversée par la Route des Fortifications, une des grandes routes touristiques des Ardennes.
- La GR 12 traverse la commune ; trois circuits de randonnée pédestre et VTT ont été aménagés.

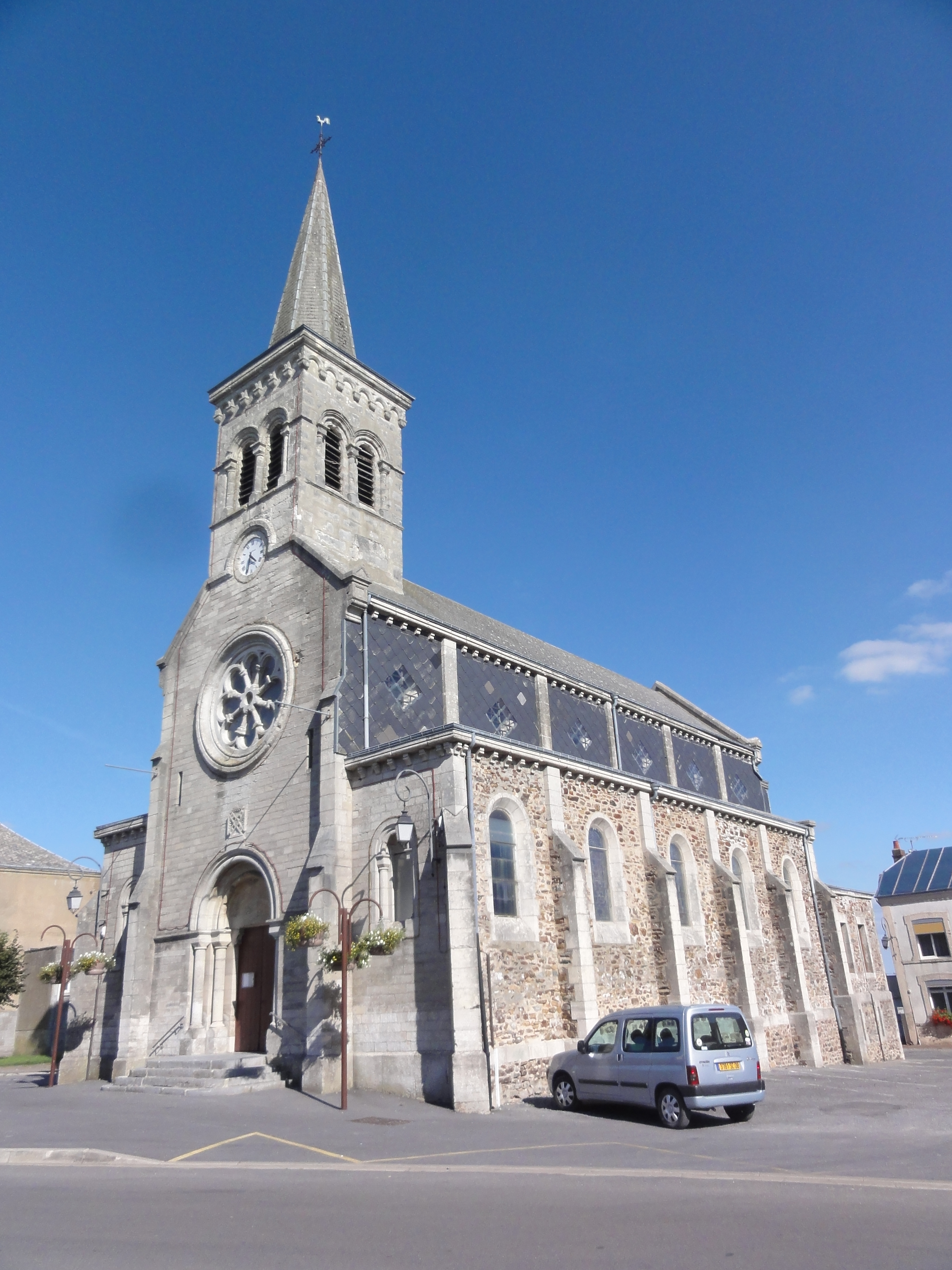
L'église Saint-Martin.
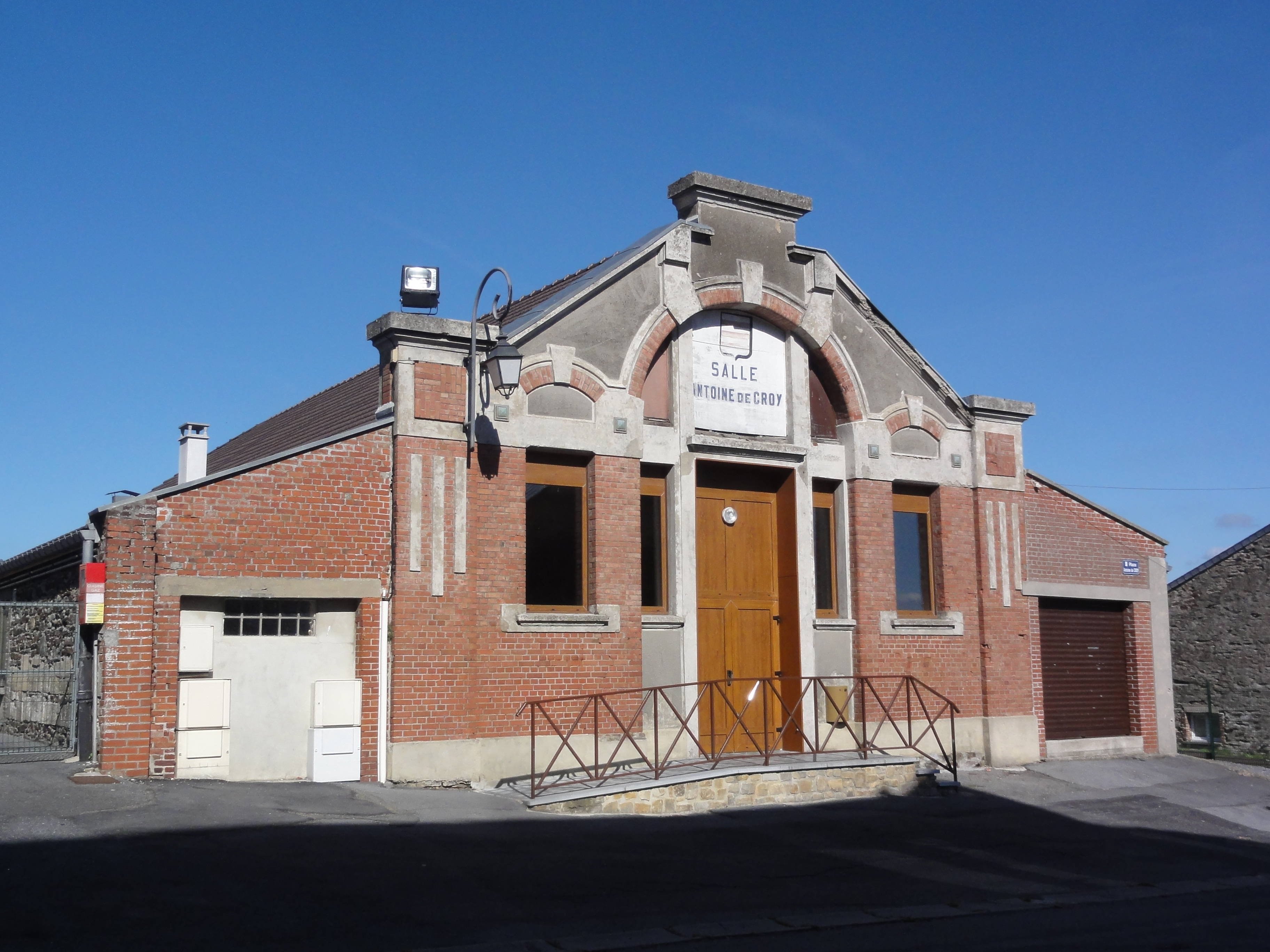
La salle Antoine-de Croy.
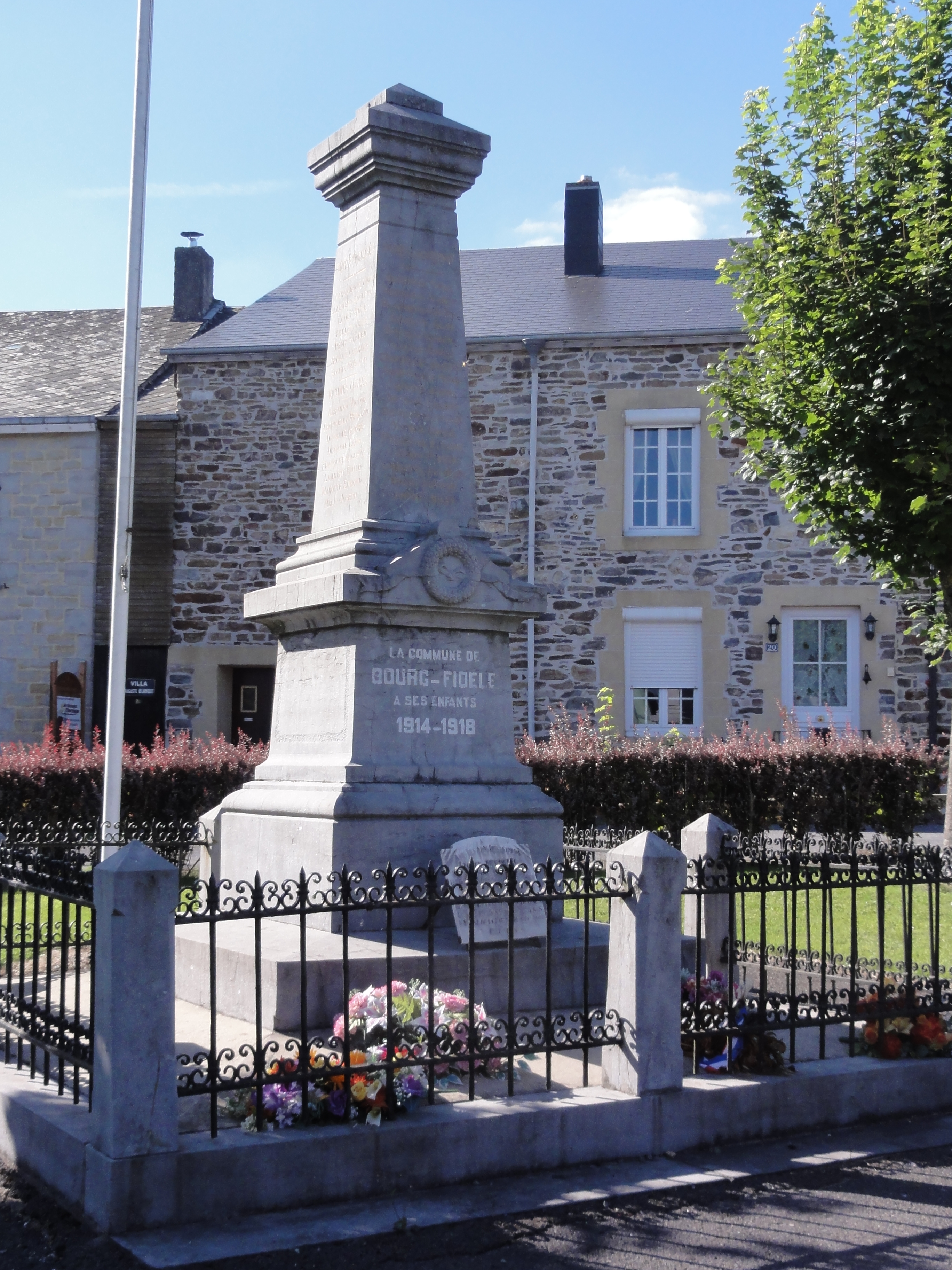
Monument aux morts.

### Personnalités liées à la commune
- Antoine de Croy, XVIe siècle, prince de Porcien et baron de Montcornet, fondateur de Bourg-Fidèle.

### Héraldique
| Blason de Bourg-Fidèle | Blason  | Coupé : au 1er d'argent à trois fasces de gueules, au 2e de gueules à trois étoiles d'or, sur le tout d'argent au lion de sinople couronné, armé et lampassé de gueules. |
| Blason de Bourg-Fidèle | Détails | |